# Idaea infortunata
Idaea infortunata là một loài bướm đêm trong họ Geometridae.